# Wzgórze (anatomia)

Animacja ilustrująca położenie wzgórza w obrębie mózgowia i czaszki człowieka

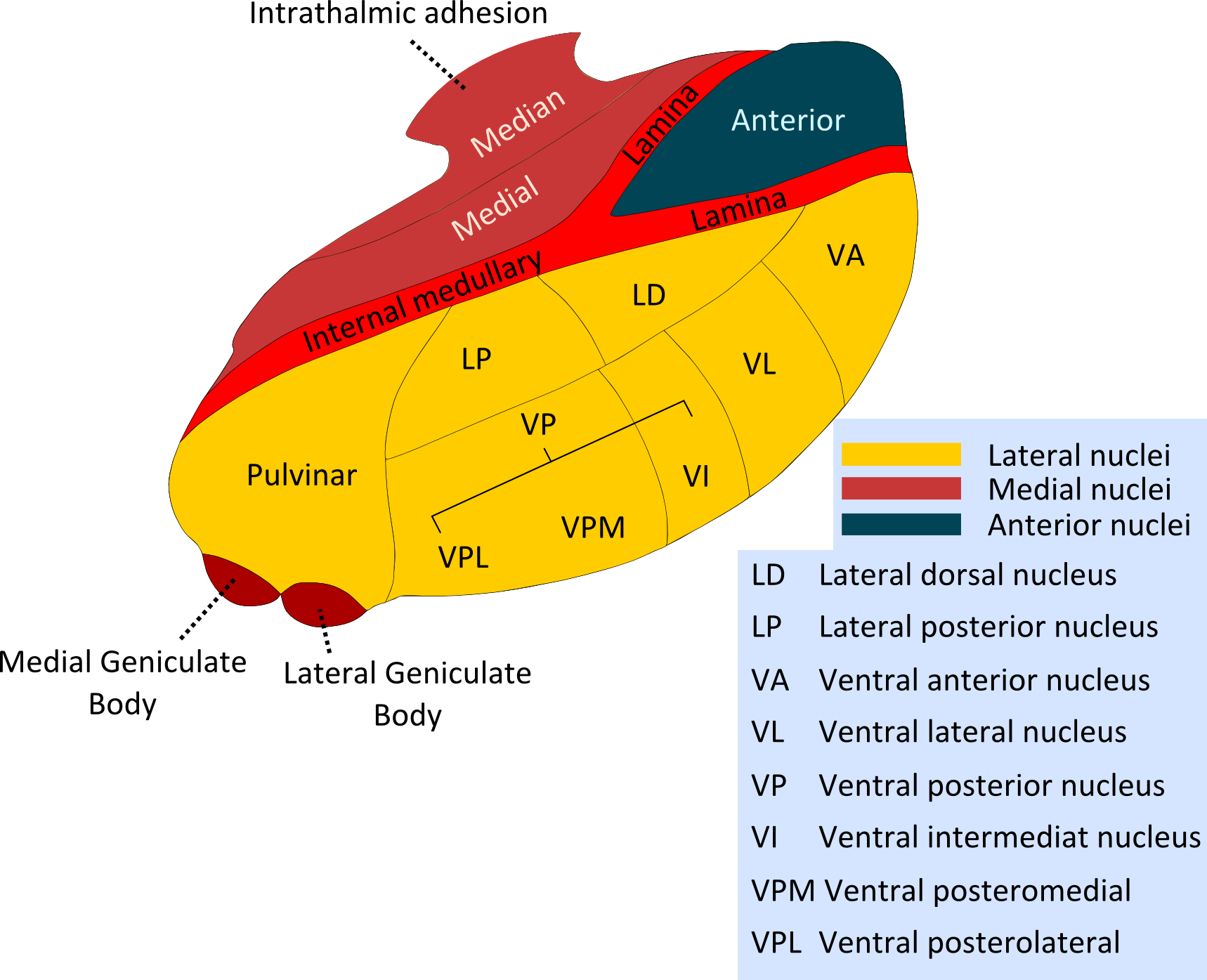
Schemat budowy wzgórza

Wzgórze (łac. thalamus) – część międzymózgowia znajdująca się pod spoidłem wielkim. Przylega do niego podwzgórze.
Odpowiada za wstępną ocenę bodźców zmysłowych i przesyłanie ich do kory mózgowej (oprócz węchu). Pełni kluczową rolę w integracji informacji czuciowych i ruchowych, w procesach uwagi i kontrolowania dostępu do danych czuciowych.
Stanowi największą ilość istoty szarej międzymózgowia. Wzgórze tworzą skupienia istoty szarej (jądra) pooddzielane przez pasma istoty białej. Stanowi ograniczenie komór: komory bocznej oraz komory trzeciej.

## Budowa zewnętrzna
W opisie anatomicznym wzgórza wyróżnia się dwa bieguny i cztery powierzchnie.
- Biegun przedni – jest skierowany w stronę głowy jądra ogoniastego i wraz ze słupem sklepienia ogranicza otwór międzykomorowy.
- Biegun tylny – tworzy poduszkę.
- Powierzchnia górna – stanowi ograniczenie części centralnej komory bocznej. Jest wypukła, brzegiem bocznym graniczy z jądrem ogoniastym. Między nimi przebiega bruzda w której przebiega prążek krańcowy. Prążek krańcowy jest zrośnięty z cienką blaszką, zwana blaszką przytwierdzoną, do której przyczepia się splot naczyniówkowy komory bocznej. Wzdłuż powierzchni przyśrodkowej przebiega prążek rdzenny wzgórza, do którego przyczepia się tkanka naczyniówkowa komory trzeciej.
- Powierzchnia przyśrodkowa – współtworzy boczną ścianę komory trzeciej. Jest ustawiona wzdłuż osi strzałkowej. Powierzchnie przyśrodkowe są zrośnięte, stanowiąc zrost międzywzgórzowy.
- Powierzchnia dolna – przylega bezpośrednio do podwzgórza i niskowzgórza
- Powierzchnia boczna – przylega do jądra ogoniastego i torebki wewnętrznej

## Budowa wewnętrzna, obszary wzgórza i funkcje
Wzgórze jest zbudowane głównie z istoty szarej, tworzącej jądra, do której wnikają pasma istoty białej, zwanymi blaszkami rdzennymi. Wzdłuż bocznej powierzchni wzgórza przebiega blaszka rdzenna zewnętrzna, która oddziela leżące bocznie od niej jądro siatkowate wzgórza od pozostałych jąder. Blaszka rdzenna wewnętrzna przebiega strzałkowo, oddzielając jądro przyśrodkowe od jąder bocznych. Ku przodowi rozdziela się, ograniczając jądra przednie. Z tyłu blaszka zagina się, oddzielając jądro przyśrodkowe od jąder poduszki. Wewnątrz blaszki znajduje się jądro śródblaszkowe. Wyróżnia się następujące jądra wzgórza:
| Nazwa jądra/grupy jąder                                                            | Nazwa jądra/grupy jąder                                                            | Impulsacja aferentna | Impulsacja eferentna | Główna funkcja                                                                                                   | Przynależność                         |
| ---------------------------------------------------------------------------------- | ---------------------------------------------------------------------------------- | --- | --- | --- | ------------------------------------- |
| Jądra przednie                                                                     | Jądra przednie                                                                     | ciała suteczkowate (pęczek suteczkowo-wzgórzowy), podwzgórze, hipokamp, kora zakrętu obręczy (pęczki korowo-wzgórzowe)                                                | ciała suteczkowate (pęczek suteczkowo-wzgórzowy), podwzgórze, hipokamp, kora zakrętu obręczy (pęczki korowo-wzgórzowe)                                                | zespalają czynność hipokampa, podwzgórza oraz kory zakrętu obręczy                                               | układ limbiczny                       |
| Jądro przyśrodkowe                                                                 | Jądro przyśrodkowe                                                                 | kora przedczołowa położona od przodu od kory ruchowej (piramidowej) i przedruchowej (pozapiramidowa), układ limbiczny, podwzgórze (część boczna i pole przedwzrokowe) | kora przedczołowa położona od przodu od kory ruchowej (piramidowej) i przedruchowej (pozapiramidowa), układ limbiczny, podwzgórze (część boczna i pole przedwzrokowe) | wyrażanie afektów i emocji; czynność behawioralna                                                                | układ limbiczny, układ pozapiramidowy |
| Jądro brzuszne                                                                     | przednie                                                                           | ciało prążkowane, twór siatkowaty, niespecyficzne jądra wzgórza, móżdżek (głównie jądro zębate), kora ruchowa i przedruchowa                                          | prążkowie, kora ruchowa i przedruchowa | związek z motoryką                                                                                               |                                       |
| Jądro brzuszne                                                                     | pośrednie                                                                          | móżdżek (jądro zębate), jądro czerwienne, gałka blada, jądra przedsionkowe (lemniscus vestibularis), kora ruchowa i przedruchowa                                      | kora ruchowa i przedruchowa | wpływa na układ somatyczny odśrodkowy przez układ pozapiramidowy i móżdżek                                       | układ pozapiramidowy                  |
| Jądro brzuszne                                                                     | tylno-przyśrodkowe                                                                 | wstęga trójdzielna, włókna smakowe z jądra pasma samotnego | kora czuciowa i smakowa | przekazywanie wrażeń czuciowych (bólu i temperatury oraz różnicowanie dotyku) z twarzy oraz informacji smakowych |                                       |
| Jądro brzuszne                                                                     | tylno-boczne                                                                       | wstęga przyśrodkowa, wstęga rdzeniowa | kora czuciowa | przekazywanie wrażeń czuciowych (bólu i temperatury oraz różnicowanie dotyku) z tułowia i kończyn                |                                       |
| Jądra boczne                                                                       | grzbietowe                                                                         | kora tylnej części zakrętu obręczy i płacików ciemieniowych | kora tylnej części zakrętu obręczy i płacików ciemieniowych | | układ limbiczny                       |
| Jądra boczne                                                                       | tylne                                                                              | pola płata ciemieniowego ku tyłowi od kory czuciowej | pola płata ciemieniowego ku tyłowi od kory czuciowej | |                                       |
| Jądra poduszki (dolne, przyśrodkowe, boczne, przednie, suprageniculatus, limitans) | Jądra poduszki (dolne, przyśrodkowe, boczne, przednie, suprageniculatus, limitans) | inne jądra wzgórza | kora asocjacyjna płata ciemieniowego, potylicznego i skroniowego | łączy ze sobą informacje wzrokowe, słuchowe oraz czuciowe                                                        |                                       |
| Jądro ciała kolankowatego                                                          | przyśrodkowe                                                                       | wzgórek dolny | kora słuchowa | droga słuchowa                                                                                                   |                                       |
| Jądro ciała kolankowatego                                                          | boczne                                                                             | pasmo wzrokowe | kora wzrokowa | droga wzrokowa                                                                                                   |                                       |
| Jądra pośrodkowe (nn. paraventiculares, n. parataenialis, n. reuniens)             | Jądra pośrodkowe (nn. paraventiculares, n. parataenialis, n. reuniens)             | twór siatkowaty, podwzgórze, układ limbiczny, kora mózgu | twór siatkowaty, podwzgórze, układ limbiczny, kora mózgu | |                                       |
| Jądra śródblaszkowe (n. centromedianus thalami, n. parafascicularis)               | Jądra śródblaszkowe (n. centromedianus thalami, n. parafascicularis)               | prążkowie | prążkowie, kora mózgu | |                                       |
| Jądra siatkowate                                                                   | Jądra siatkowate                                                                   | kora mózgu | kora mózgu, inne jądra wzgórza | głównie hamująca pozostałych jąder wzgórza; decydowanie o aktywności związanej z uwagą                           | układ rekrutujący tworu siatkowatego  |

## Podział czynnościowy jąder wzgórza
Pod względem czynnościowym wyróżnia się:
- jądra specyficzne – posiadające połączenia ze ściśle określonymi polami kory
  - jądra przednie
  - jądro przyśrodkowe
  - jądra brzuszno-boczne
- jądra niespecyficzne – posiadają połączenia z wieloma polami kory. Otrzymują impulsację z ośrodków układu limbicznego, jąder podwzgórza oraz tworu siatkowatego.
  - jądro śródblaszkowe
  - jądro siatkowate
  - jądro pośrodkowe